# Campeonato Mundial de Atletismo em Pista Coberta de 2024 - Salto em altura feminino
A prova do salto em altura feminino do Campeonato Mundial de Atletismo em Pista Coberta de 2024 ocorreu no dia 1 de março na Arena Commonwealth, em Glasgow, no Reino Unido.

## Recordes
Antes desta competição, os recordes mundiais e do campeonato nesta prova eram os seguintes:
|                       | Nome               | Nacionalidade | Altura  | Local        | Data                   |
| --------------------- | ------------------ | ------------- | ------- | ------------ | ---------------------- |
| Recorde mundial       | Kajsa Bergqvist    | Suécia        | 2m 08cm | Arnstadt     | 4 de fevereiro de 2006 |
| Recorde do campeonato | Stefka Kostadinova | Bulgária      | 2m 05cm | Indianápolis | 8 de março de 1987     |

## Medalhistas
| Ouro                    | Prata                     | Bronze                 |
| Nicola Olyslagers (AUS) | Yaroslava Mahuchikh (UKR) | Lia Apostolovski (SLO) |

## Cronograma
Todos os horários são locais (UTC+0).
| Data       | Hora  | Evento |
| ---------- | ----- | ------ |
| 1 de março | 19:46 | Final  |

## Resultado final
A final ocorreu dia 1 de Março às 19:46.
| Posição           | Atleta                | Nacionalidade  | 1.84 | 1.88 | 1.92 | 1.95 | 1.97 | 1.99 | 2.02 | Resultados | Notas                |
| ----------------- | --------------------- | -------------- | ---- | ---- | ---- | ---- | ---- | ---- | ---- | ---------- | -------------------- |
| Medalha de ouro   | Nicola Olyslagers     | Austrália      | –    | o    | o    | o    | xo   | xxo  | xxx  | 1.99       |                      |
| Medalha de prata  | Yaroslava Mahuchikh   | Ucrânia        | –    | –    | o    | o    | o    | xxx  |      | 1.97       |                      |
| Medalha de bronze | Lia Apostolovski      | Eslovênia      | o    | o    | o    | o    | x–   | r    |      | 1.95       | Recorde pessoal      |
| 4                 | Christina Honsel      | Alemanha       | o    | xo   | xo   | o    | xxx  |      |      | 1.95       | Recorde da temporada |
| 5                 | Angelina Topić        | Sérvia         | o    | xo   | xxo  | x–   | xx   |      |      | 1.92       |                      |
| 6                 | Morgan Lake           | Grã-Bretanha   | xo   | xxo  | xxo  | x–   | xx   |      |      | 1.92       | Recorde da temporada |
| 7                 | Tatiana Gusin         | Grécia         | xo   | o    | xxx  |      |      |      |      | 1.88       |                      |
| 8                 | Nadezhda Dubovitskaya | Cazaquistão    | o    | xxo  | xxx  |      |      |      |      | 1.88       |                      |
| 9                 | Yuliia Levchenko      | Ucrânia        | o    | xxx  |      |      |      |      |      | 1.84       |                      |
| 10                | Daniela Stanciu       | Roménia        | xxx  |      |      |      |      |      |      | NM         |                      |
| 11                | Vashti Cunningham     | Estados Unidos |      |      |      |      |      |      |      | DNS        |                      |

Legenda
| Recorde mundial       | Recorde mundial (World record)               |                       | Recorde africano                      | Recorde africano (African) |                                           | Q | Classificado por posição (Qualified) |
| Recorde do campeonato | Recorde do campeonato (Championship record)  | Recorde da América    | Recorde da América (Americas)         | q                          | Classificado por melhor tempo (Qualified) |   |                                      |
| Melhor marca do ano   | Melhor marca do ano (World leading)          | Recorde asiático      | Recorde asiático (Asian)              | DNS                        | Não largou (Did not start)                |   |                                      |
| Recorde nacional      | Recorde nacional (National record)           | Recorde europeu       | Recorde europeu (European)            | DNF                        | Não terminou (Did not finish)             |   |                                      |
| Recorde pessoal       | Recorde pessoal do atleta (Personal best)    | Recorde da Oceania    | Recorde da Oceania (Oceania)          | DSQ / DQ                   | Desclassificado (Disqualified)            |   |                                      |
| Recorde da temporada  | Recorde da temporada do atleta (Season best) | Recorde sul-americano | Recorde sul-americano (South America) | NM                         | Sem marca (No mark)                       |   |                                      |